# دير رايت
دير رايت (بالإنجليزية: Dare Wright)‏ هي عارضة وكاتبة للأطفال وكاتِبة ومصورة أمريكية، ولدت في 3 ديسمبر 1914 في Thornhill, Ontario ‏ في كندا، وتوفيت في 25 يناير 2001 في مانهاتن في الولايات المتحدة بسبب فشل تنفسي.